# Экспоненциальная точная последовательность
Экспоненциальная точная последовательность — фундаментальная короткая точная последовательность пучков, используемая в комплексной алгебраической геометрии.

## Определение
Пусть {\displaystyle M} — комплексное многообразие, {\displaystyle {\mathcal {O}}_{M}} и {\displaystyle {\mathcal {O}}_{M}^{*}} — пучок голоморфных функций и его под пучок, состоящий из нигде не обнуляющихся функций. Комплексная экспонента задаёт отображение
{\displaystyle \exp :{\mathcal {O}}_{M}\to {\mathcal {O}}_{M}^{*},}
которое является гомоморфизмом пучков абелевых групп. Это отображение локально сюръективно и имеет ядро {\displaystyle 2\pi \mathbb {Z} }, что даёт экспоненциальную точную последовательность
{\displaystyle 0\to 2\pi i\,\mathbb {Z} \to {\mathcal {O}}_{M}\to {\mathcal {O}}_{M}^{*}\to 0.}

## Свойства
Эта точная последовательность не сюръективна на глобальных сечениях, например, в проколотом диске, зато она продолжается до длинной точной последовательности когомологий пучков, которая начинается как
{\displaystyle 0\to H^{0}(\mathbb {Z} )\to H^{0}({\mathcal {O}}_{M})\to H^{0}({\mathcal {O}}_{N}^{*})\to H^{1}(\mathbb {Z} )\to H^{1}({\mathcal {O}}_{M})\to H^{1}({\mathcal {O}}_{M}^{*}){\xrightarrow[{}]{c_{1}}}H^{2}(\mathbb {Z} )\to \cdots }
где {\displaystyle H^{1}({\mathcal {O}}_{M}^{*})} — группа Пикара, то есть группа классов изоморфизма линейных расслоений, а {\displaystyle c_{1}} — первый класс Черна.